# Jan Krijger
Jan Machiel Krijger (Bruinisse 12 mei 1874 – Vriezenveen 1 januari 1951) was een Nederlands politicus van de CHU en later VCH.

## Biografie
Krijgers vader was Marinus Krijger en zijn moeder was Janna van den Berge. Hij volgde onderwijs aan een HBS en volgde vervolgens een opleiding tot architect. Hierna was hij van 1898 tot 1922 technisch ambtenaar op het ministerie van Verkeer en Waterstaat.

### Politieke carrière
Bij de verkiezingen van 1922 werd hij voor de Christelijk-Historische Unie (CHU) in de Tweede Kamer gekozen. Hij was woordvoerder verkeers- en waterstaatsaangelegenheden, binnenlandse zaken, radio-aangelegenheden en PTT-aangelegenheden. Hij held zich ook bezig met buitenlandse zaken, volksgezondheid en economische zaken. Binnen de CHU-fractie nam hij soms een zelfstandige positie in, wat onder meer bleek  uit zijn stemgedrag. Krijger stond kritisch ten opzichte van samenwerking van de CHU met de rooms-katholieken (RKSP). Hij was met Tilanus en Bakker in 1925 de voornaamste tegenstander in de CHU-fractie van een plan van De Visser (CHU-fractievoorzitter en formateur) om als oplossing voor de kabinetscrisis het gezantschap bij de paus te combineren met een ander gezantschap. Daarnaast was hij ook fel bestrijder van de Hervormde (Gereformeerde) Staatspartij (HGS), een door ds. Casper Andries Lingbeek in de Kamer vertegenwoordigde afsplitsing van de CHU.
Krijger was van 1 september 1921 tot 25 november 1931 directeur van Dagblad De Nederlander N.V., dat de gelijknamige christelijk-historische krant uitgaf. In 1921 en van 1933 tot 1940 was hij lid van het hoofdbestuur van de CHU. Krijger werd op 1 mei 1931 benoemd tot burgemeester van Vriezenveen, wat hij twee jaar bleef. In 1933 kwam hij opnieuw in de Tweede Kamer. Van 1945 tot 1946 was hij lid van het zogenaamde noodparlement. Na de oorlog keerde hij zich tegen de samenwerking tussen CHU en ARP en trad hij uit de CHU en vormde met gelijkgezinden de Vrij Christelijk-Historischen. Ondanks zijn uittreding uit de CHU behield Krijger – tot ongenoegen van deze partij – zijn Kamerzetel. Ondanks zijn eerdere verzet tegen de HGS bevorderde hij de samenwerking met deze partij, wat in 1946 uitmondde in de oprichting van de Protestantse Unie (PU). Bij de Tweede Kamerverkiezingen van 1946 was hij lijsttrekker van de PU. Die wist echter geen enkele zetel te behalen. Hij was nadien niet meer politiek actief. Krijger overleed op 76-jarige leeftijd.

## Persoonlijk
Krijger behoorde tot Nederlandse Hervormde Kerk. Zijn zoon Marinus Krijger was burgemeester van Lemsterland.

## Publicaties
- Een protest. Open brief aan de redactie van 'Staat en Kerk', officieel orgaan van de Herv. (Geref.) Staatspartij (Rotterdam, 1924)
- Artikel 36 van de Nederlandsche Geloofsbelijdenis (Den Haag, 1936)